# 金廻村
金廻村（かなまわりむら）は、かつて岐阜県海津郡に存在した村である。現在の海津市海津町金廻。
元々は三重県の村であったが、越境合併で岐阜県に編入された。

## 歴史
- この地域は伊勢国桑名郡に属し、天正4年（1576年）に桑名城主により開発された輪中（金廻輪中）である。独立した輪中（島）であったが、江戸時代の高須藩による高須輪中の開発が進み、高須輪中の拡張及び南下により金廻輪中は高須輪中に吸収された。桑名藩領であったが、江戸時代末期に幕府直轄領となっている。
- 三重県成立時は三重県桑名郡金廻村であった。
- 1883年（明治16年）12月27日 - 岐阜県に編入され、下石津郡金廻村となる。
- 1889年（明治22年）7月1日 - 町村制により、金廻村発足。
- 1897年（明治30年）4月1日[1] - 郡制に基づき、下石津郡、海西郡と安八郡の一部が合併し、海津郡になる。当村は海津郡の村となる。
- 1897年（明治30年）4月1日 - 福江村、油島村、古中島村、外浜村、森下村、石亀村、及び万寿新田の一部と合併し大江村が発足。同日金廻村廃止。